# 泥濘中的老虎
《泥濘中的老虎》（德語：Tiger im Schlamm: Ein Tiger-Kommandant berichtet）德意志第三帝國國防軍中尉、戰車指揮官奧托·卡利烏斯的個人傳記，他以創下摧毀超過150輛敵軍戰車的記錄而聞名。

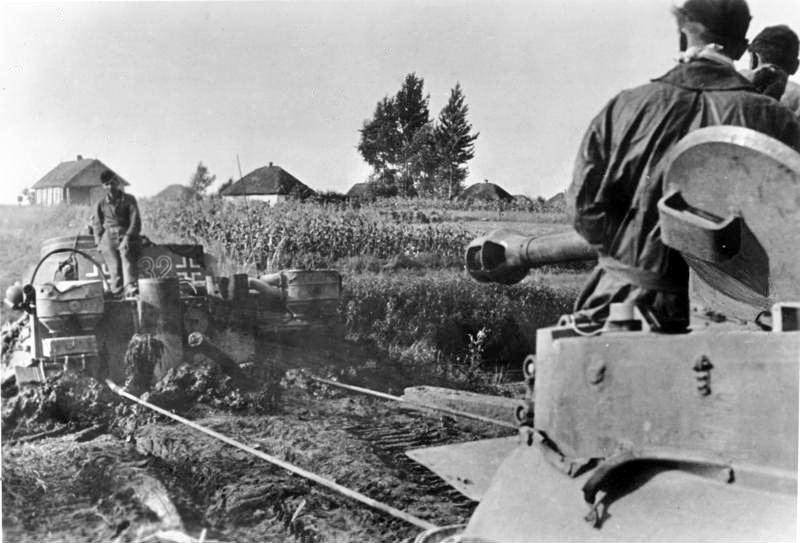
1943年9月下旬的東線戰場，德国国防军的虎式戰車陷入一處沼泽中，正被另一辆虎式戰車拉到坚实的地面上

全书共分为三十六个章节，收錄了三張地圖、六份文件和一張術語表。完整地记录了卡里乌斯从参军到战争结束时的完整从军经历，其中包括他在参军初始作为步兵一员时的经历，以及是如何成为一名装甲兵投入苏德战场，再加上作为虎式戰車车长时的奋战故事，更有在战争末期指挥号称“最强戰車”的猎虎式驅逐戰车部队时的遭遇。

## 寫作背景
卡利烏斯最開始寫作此書，僅僅是為了留給他第502重坦克營（schwere Panzer-Abteilung 502）的戰友的。然而當此書完全寫完後，他決定將其獻給所有參與二戰的德軍士兵。“自从大战结束，无论在国内还是国外，对德国士兵有意或无意的中伤不绝于耳。然而大眾們有權知曉這場戰爭和普通德軍士兵的真實境況！”

## 影響
至今为此，德语版6次翻印，6次销售一空。第7次翻印将是2011年11月底。英语版3次翻印，3次脱销。他的作品也被翻译别的语言。 宫崎骏的同名漫画就是以此书为基础而制作的。2012年，经过在德留学生马培英联系和拜访，卡里乌斯正式授权的中文版《泥泞中的老虎》在中華人民共和國出版，該版本後期在中國大陸絕版。
2021年11月3日，常靖與滕昕雲合譯、國防安全研究院研究員許智翔導讀的繁體中文版由燎原出版正式推出。12月4日，燎原出版舉辦該書新書分享會，吸引許多戰史愛好者共襄盛舉。
日本漫畫家宮崎駿受此書啟發曾繪有相關情節的短篇漫畫集《泥まみれの虎》（泥濘中的老虎）。